# Domagoj Duvnjak
Domagoj Duvnjak (Đakovo, 1. lipnja 1988.) umirovljeni je hrvatski rukometni reprezentativac i trenutni igrač THW Kiela. Igra na poziciji srednjeg vanjskog. Bio je dugogodišnji kapetan hrvatske rukometne reprezentacije.

## Životopis
Kao 14-godišnjaka Irfan Smajlagić pozvao ga je igrati za kadetsku reprezentaciju, s kojom je osvojio naslov europskog prvaka u Estoniji, a proglašen je i igračem prvenstva. Kao igrač RK Đakova debitirao je u 1. hrvatskoj rukometnoj ligi sa 16 godina. Već dvije godine kasnije postao je najboljim strijelcem lige. Zbog dobrih igara prelazi u RK Zagreb. Sa Zagrebom dvije godine nastupa u europskim kupovima kao standardni prvotimac.
Prvi nastup na nekom velikom seniorskom natjecanju imao je na SP 2007. u Njemačkoj, gdje je Hrvatska bila peta. Prvi pogodak za reprezentaciju postigao je na tomu prvenstvu protiv Španjolske. Izbornik Lino Červar uvrstio ga je i na popis putnika na EP u Norveškoj 2008., gdje je osvojio svoju prvu seniorsku medalju s velikih natjecanja (srebro).
S 21 godinom odlazi u Bundesligu. S Hamburgom (HSV-om) osvaja njemački kup, dva puta Superkup, a 2013. postaje prvakom Europe, zabivši 11 pogodaka protiv Kiela u poluzavršnici.

## Nagrade i priznanja

### Klupska
RK Zagreb
- Hrvatska Premijer liga: 2006./07., 2007./08., 2008./09.
- Hrvatski rukometni kup: 2007., 2008., 2009.

HSV Hamburg
- EHF Liga prvaka: 2013.
- Bundesliga: 2010./11.
- DHB-Pokal: 2010.
- DHB-Supercup: 2009., 2010.

THW Kiel
- EHF Liga prvaka: 2020.
- Bundesliga: 2014./15., 2019./20., 2020./21., 2022./23.
- DHB-Pokal: 2017., 2019., 2022.
- DHB-Supercup: 2014., 2015., 2020., 2021., 2022., 2023.
- EHF Europska liga: 2019.

### Pojedinačna
- Nagrada Dražen Petrović (2007.)
- Bundesligaška idealna momčad (2011.)
- Najbolji hrvatski rukometaš Sportskih novosti & Hrvatskog rukometnog saveza: 2011., 2012., 2014., 2015.
- Najbolji pojedinci Svjetskog prvenstva (2013.)
- Bundesligaski igrač sezone (2013.)[2]
- Najbolji svjetski rukometaš po Handball-Planet.com (2013.)[3]
- IHF-ov igrač godine (2013.)
- Najbolji pojedinci Europskoga prvenstva (2014.)
- Najbolji pojedinci Svjetskoga prvenstva  (2017.)
- Najvrijedniji igrač Europskog prvenstva: 2020.
- Sportaš godine Sportskih novosti (2020.)